# Rifapentine
Rifapentine (RPT), được bán dưới thương mại là Priftin, là một loại kháng sinh được sử dụng trong điều trị bệnh lao. Nếu để chữa trị bệnh lao đang hoạt động, thuốc này được sử dụng cùng với các loại thuốc chống lao khác. Nếu để chữa bệnh lao tiềm ẩn, chúng thường được sử dụng kết hợp với isoniazid. Chúng được đưa vào cơ thể qua đường miệng.
Tác dụng phụ thường gặp có thể kể đến như làm giảm số lượng bạch cầu trung tính trong máu, men gan cao, và có bạch cầu trong nước tiểu. Tác dụng phụ nghiêm trọng thì có thể bao gồm các vấn đề về gan hoặc tiêu chảy liên quan đến vi khuẩn Clostridium difficile. Cũng chưa rõ ràng về mức độ an toàn nếu dùng trong thai kỳ. Rifapentine thuộc vào họ thuốc rifamycin và hoạt động bằng cách ngăn chặn enzyme RNA polymerase phụ thuộc DNA.
Rifapentine đã được chấp thuận cho sử dụng y tế tại Hoa Kỳ vào năm 1998. Nó nằm trong danh sách các thuốc thiết yếu của Tổ chức Y tế Thế giới, tức là nhóm các loại thuốc hiệu quả và an toàn nhất cần thiết trong một hệ thống y tế. Tại Hoa Kỳ, chi phí điều trị có thể dao động từ 100 đến 200 USD mỗi tháng. Ở nhiều khu vực khác trên toàn thế giới, đây là không phải là loại thuốc dễ dàng tiếp cận, tính đến năm 2015.